# Grönländisches Nationalmuseum und -archiv
Das Grönländische Nationalmuseum und -archiv (dänisch Grønlands Nationalmuseum og Arkiv, grönländisch Nunatta Katersugaasivia Allagaateqarfialu, NKA) ist der Zusammenschluss aus dem Nationalmuseum und dem Nationalarchiv von Grönland.

## Geschichte

### Gründung
Die Idee, ein Museum in Grönland zu errichten, entstand erstmals bereits 1913, als Inspektor Ole Bendixen mit dem südgrönländischen Landesrat diesen Vorschlag behandelte, um die Plünderung archäologischer Fundstätten zu verhindern. Aus finanziellen Gründen wurden die Pläne vorerst nicht konkretisiert, aber 1921 begann das Dänische Nationalmuseum mit dem Einsammeln und Registrieren des grönländischen Kulturerbes. Daneben wurden bereits zahlreiche Gegenstände in öffentlichen und privaten Gebäuden in Nuuk gelagert, während andere durch Verkäufe außer Land gerieten. Erst im Zuge der Dekolonialisierung Grönlands in den 1950er Jahren befasste man sich erneut mit der Gründung eines grönländischen Museums, wofür sich vor allem Otto Rosing aussprach. Daraufhin wurde 1955 eine Arbeitsgruppe gegründet, die unter anderem aus Polizeimeister Carl Frederik Bistrup Simony, Laborassistent Jens Kreutzmann, Fischer Hans Holm, Fischereileiter Peter Egede und Lehrer Nikolaj Rosing bestand. Diese sollte aktiv an der Museumsgründung arbeiten.
Bereits kurz darauf wurde ein Ausstellungssaal im Ziegenstall des Missionsgebäudes der Herrnhuter Brüdergemeine in Noorliit eröffnet. 1962 legte das Dänische Nationalmuseum dem Landesrat einen Plan zur Errichtung eines Museumsgebäudes vor, der wegen der hohen Kosten von einer Million Kronen abgelehnt wurde. Zur Debatte standen auch die Einrichtung eines Museums im Missionsgebäude selbst, ein Umbau der Gebäude im Kolonialhafen, sowie eine Finanzierung durch Spenden aus der Bevölkerung, wobei in der Zeitung dazu aufgerufen wurde, dass jeder Bewohner 25 bis 50 Øre spenden sollte. Im September 1963 beschloss der Landesrat wegen des Drucks schließlich die Pläne zu konkretisieren. Am 1. Oktober 1964 wurde ein Aufsichtsrat für das neue Museum gebildet. Anschließend begann man damit, die Ausstellungsgegenstände vom Ziegenstall in das benachbarte Hauptgebäude zu bringen.

### Das Museum im Missionsgebäude

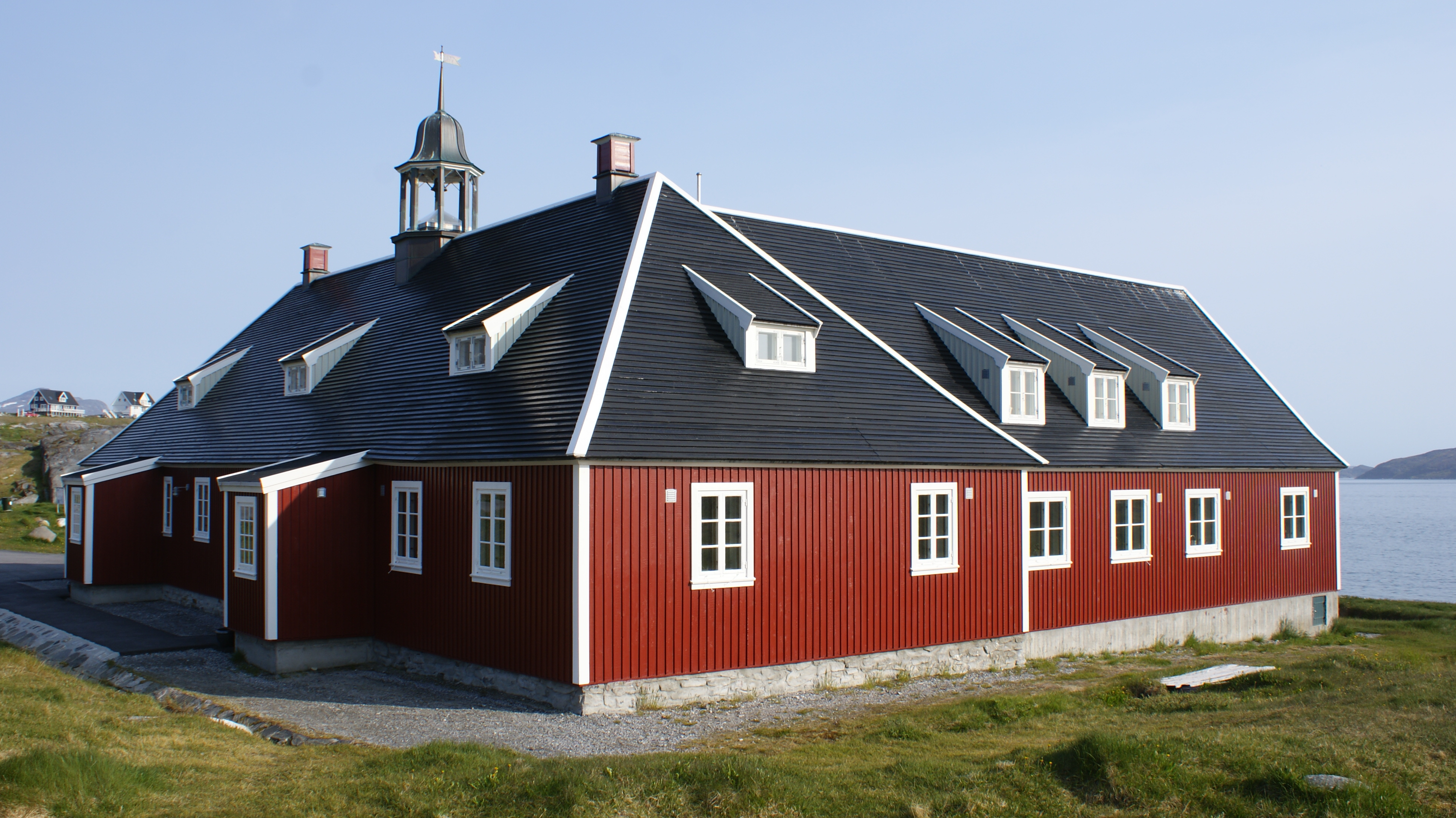
Das Herrnhuter-Gebäude, alter Standort des Museums

Am 23. August 1966 wurde das Museum offiziell als grönländisches Landesmuseum eröffnet. Bereits im Frühsommer war ein Teil des Museums anlässlich des Besuchs des dänischen Staatsministers Jens Otto Krag inoffiziell eröffnet worden. In den ersten Jahren war das Museum noch relativ unorganisiert. Da ein Großteil der Sammlung von der Bevölkerung gespendet worden war, wusste man nicht richtig, worum es sich handelte, es fehlten Registraturen und das Museum wurde dafür kritisiert, beispielsweise aufgrund von Unwissenheit Kleidung aus Einzelstücken aus verschiedenen Zeitperioden und Regionen zusammenzustellen und damit ein fehlerhaftes Gesamtbild zu vermitteln. Die Sammlung wuchs schnell an, unter anderem durch die Unterstützung des Vereins Grønlandsk Folkekunst, der grönländisches Kunsthandwerk herstellen und verkaufen ließ, Lotterien durchführte und Postkarten verkaufte und somit Geld einnahm, dass das Museum für den Erwerb neuer Gegenstände nutzen konnte. Aufgrund von nachlassenden Einnahmen wurde der Verein 1981 aufgelöst und alle Aufgaben an das Museum übergeben.
Erst 1971 erhielt das Museum offiziell den Status als Landesteilsmuseum, während es zuvor nur als Provinzmuseum klassifiziert worden war. Damit konnte das Museum fortan vom dänischen Staat subventioniert werden, was die finanzielle Lage stark verbesserte. Am 1. Oktober 1976 wurde das grönländische Museumsgesetz beschlossen und damit erhielt es offiziell den Status eines Landesmuseums. In Verbindung damit verpflichtete man sich, Lokalmuseen zu errichten, die dem Landesmuseum unterstellt werden sollten. Mit dem Museumsgesetz ging auch die Gründung eines Museumsrats einher. Außerdem wurde erstmals ein Mitarbeiter vollzeitangestellt, indem Jens Rosing zum Museumsleiter ernannt wurde. In den 1970er Jahren wuchs das nationale Bewusstsein für die identitätsschaffenden Eigenschaften des grönländischen Kulturerbes im Zuge der politischen und gesellschaftlichen Entwicklungen im Zuge der kommenden Einführung der Hjemmestyre.

### Umzug in den Kolonialhafen

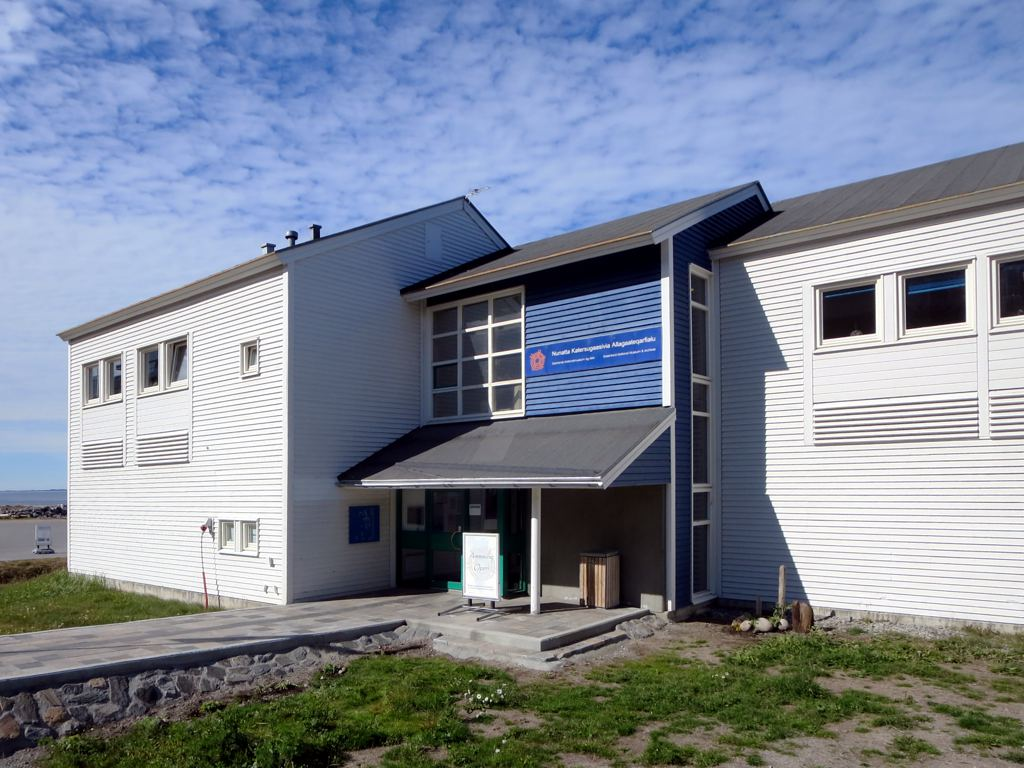
Der Neubau neben den historischen Gebäuden

1976 begann man öffentliche Diskussionen darüber, ob grönländisches Kulturerbe aus Dänemark nach Grönland zurückgegeben werden sollte. Das Nationalmuseum war dieser Absicht positiv gegenüber eingestellt, während man am Arktisk Institut fürchtete, dass eine Herausgabe eines großen Teils der Sammlung zum Schließen führen könnte. Selbst von Seiten des grönländischen Landesmuseums aus gab es Bedenken, da es sowohl an museologisch qualifiziertem Personal als auch an Platz mangelte, um eine so große Menge an Gegenständen aufnehmen zu können. Zum gleichen Zeitpunkt kam es im Museumsgebäude zu einer Mottenplage, die die Kleidersammlung und die Fotosammlung stark beschädigte. Das Gebäude war zudem undicht, viel zu klein und klimatisch und brandschutztechnisch ungeeignet. Deswegen wurde beschlossen, das Museum umzusiedeln und die Gebäude des Kolonialhafens umzubauen. Die Bauarbeiten wurden 1977 begonnen und sollten in drei Etappen durchgeführt werden. 1978 wurde die erste Etappe abgeschlossen und das Museum konnte am 27. August 1978 anlässlich des 250. Stadtjubiläums am neuen Standort eröffnen. In Verbindung damit wurde mit Claus Andreasen erstmals ein Museologe im Landesmuseum angestellt, der Jens Rosing als Museumsleiter ablöste und bis 1990 im Amt blieb. Erst 1980 wurde der letzte Bauabschnitt beendet. Am neuen Standort wurden auch erstmals die Mumien von Qilakitsoq ausgestellt, die 1972 gefunden, aber erst 1978 eingesammelt und untersucht worden waren. In Verbindung damit gab es Diskussionen, ob man die Mumien überhaupt ausstellen dürfe oder ob dies aus ethischen Gründen verwerflich war. Schließlich entschied man sich dafür, vor allem in Bezug darauf, dass sie (bis heute) das bedeutendste Objekt des Museums darstellen.
1980 wurde erstmals eine Museumskonferenz durchgeführt. Hintergrund war, dass das Museum eine Zusammenarbeit mit den Vereinigten Staaten eingegangen war, ohne die dänischen Behörden darüber zu informieren, obwohl das grönländische Museumswesen zu diesem Zeitpunkt noch unter der Verantwortung Dänemarks stand. Die Museumskonferenz resultierte in gesteigerter Zusammenarbeit und einer weiteren Professionalisierung des Museumswesens in Grönland. 1980 erhielt das Museum eine zusätzliche Einnahmequelle, da Ole Winstedt, der das Fernsehen in Grönland eingeführt hatte, sein Vermögen testamentarisch einer Stiftung vermachte, die das Museum finanziell unterstützen sollte.

### Das Museumswesen unter grönländischer Regie
Am 1. Januar 1981 wurde die Verantwortung hierfür im Rahmen der Hjemmestyre an Grönland übergeben. Dafür verabschiedete das Inatsisartut ein eigenes Museumsgesetz sowie ein eigenes Denkmalschutzgesetz. Das Landesmuseum wurde damit dem grönländischen Kulturministerium unterstellt und löste seinen Aufsichtsrat auf. 1982 trat man auch aus der Dänischen Kulturhistorischen Museumsvereinigung aus. 1982 wurde erstmals ein Teil der Sammlung des Dänischen Nationalmuseums nach Grönland zurücküberführt. Hierbei handelte es sich um Kunstwerke von Aron von Kangeq und Jens Kreutzmann. Um die weitere Rücküberführung zu organisieren, wurde kurz darauf Helge Schultz-Lorentzen angestellt, der das Grönlandsekretariat des Nationalmuseums leiten sollte. Er übte das Amt bis 1997 aus, bevor Einar Lund Jensen übernahm. Wenig später wurde auch eine Zusammenarbeitskommission gegründet. Es wurde ein Rahmen geschaffen, um herauszufinden, welche Sammlungen nach Grönland überführt werden sollten. Sowohl in Dänemark als auch in Grönland sollten repräsentative Sammlungen vorhanden sein, die sich für Museumsvermittlung eignen. Zusammengehörige Sammlungen sollten nach Möglichkeit nicht aufgeteilt werden. Zudem sollten sowohl grönländische Interessen beim Erwerb kulturell besonders bedeutender Sammlungen als auch dänische museumshistorische Interessen beachtet werden. Bis 2001 sind etwa 35.000 Objekte an Grönland zurückgegeben worden, während rund 100.000 weiterhin in Dänemark lagen. Da man die Aufgabe damit als abgeschlossen ansah, wurde das Grönlandsekretariat aufgelöst. Die Repatriierung wurde als so erfolgreich und exemplarisch angesehen, dass das Museum vom 12. bis zum 15. Februar 2007 eine internationale Konferenz mit dem Titel The Conference on Repatriation of Cultural Heritage im Hotel Hans Egede in Nuuk durchführte.
Am 1. November 1982 wurde das Landesarchiv gegründet. Es befand sich ursprünglich an der Stelle der heutigen Landesbibliothek (B-1728). Am 1. Januar 1991 wurden beide Institutionen unter dem heutigen Namen zusammengelegt und im Folgejahr zog das Landesarchiv nach Umbauten mit zum Museum um. Zugleich löste Emil Rosing Claus Andreasen als Museums- (und jetzt auch Archiv-)Leiter ab. Hintergrund war vor allem eine Effektivierung durch gesteigerte Zusammenarbeit sowie eine bessere Platznutzung, da beide Institutionen über Sammlungen mit ähnlichen Materialien verfügten. Der Einzug des Archivs sorgte jedoch für noch weniger Platz in den Museumsgebäuden, sodass unter anderem eine Lagerhalle für das Museumsmagazin angemietet werden musste und einer der Ausstellungsräume aufgegeben werden musste, um ihn als Magazin zu nutzen. Dies war einer der Gründe für den Bau des grönländischen Universitätscampus Ilimmarfik, wo das Archiv 2007/08 einzog, während es administrativ weiterhin mit dem Museum vereinigt blieb.
Seit 1981 pflegt das Nationalmuseum enge Zusammenarbeiten mit verschiedenen anderen Institutionen. Wegen fehlender konservatorischer Möglichkeiten wird ein Teil der eigentlich repatriierten Sammlungen beispielsweise in Dänemark aufbewahrt, bis entsprechende technisch ausgerüstete Räumlichkeiten in Grönland existieren. Daneben werden gemeinsame Forschungsprojekte durchgeführt. Nach jahrzehntelangen Verhandlungen und Streitigkeiten wurde 2014 ein großer Teil der Archivsammlung des Arktisk Institut ans NKA übergeben. Seit 2012 werden auch Archivalien aus dem Rigsarkivet ans NKA zurücküberführt. Zu den bedeutendsten Zusammenarbeitspartnern in Dänemark gehören das Dänische Nationalmuseum, Statens Naturhistoriske Museum, Knud Rasmussens Hus in Hundested, die mittlerweile aufgelöste Kommission für Wissenschaftliche Untersuchungen in Grönland und das ebenfalls geschlossene Dansk Polarcenter. Das NKA hat zudem enge Zusammenarbeit mit verschiedenen skandinavischen Kulturinstitutionen und hat auch aus diesen Ländern Sammlungen mit Bezug zu Grönland erhalten. Daneben besteht ein regelmäßiger Austausch über verschiedene nordische Konferenzen und Foren. Das Nationalmuseum ist seit 1984 über Dänemark im International Council of Museums aktiv vertreten. 2015 ließ die skandinavische Unterabteilung eine Konferenz in Grönland durchführen. Zu weiteren engen Partnern außerhalb des nordischen Raums gehören das Prince of Wales Arctic Heritage Centre in Yellowknife, das Rijksmuseum voor Volkenkunde in Leiden, das Museon in Den Haag, dem Institut de Cultura de Barcelona in Barcelona und das Nationalmuseum für Ethnologie in Osaka.

## Die Rolle des Nationalmuseums
Das NKA ist die Dachorganisation für alle Museen in Grönland, vor allem die zahlreichen Lokalmuseen in den meisten Städten des Landes.
Das Nationalmuseum ist seit 2006 in der grönländischen Museumsvereinigung NUKAKA (Nunatsinni Katersugaasiviit Kattuffiat „Verband der Museen in Grönland“). Zuvor war diese unter dem Namen Nunatsinni Katersugaasiveeqqat Kattuffiat („Verband der Lokalmuseen in Grönland“) nur der Verbund der kleinen grönländischen Museen, der 1993 gegründet wurde, um gemeinsam Konflikte mit dem Nationalmuseum lösen zu können.
Diese bestehen darin, dass es die Aufgabe des Museums ist, Artefakte von nationaler Bedeutung zu bewahren, auszustellen und zu vermitteln. Hierbei entsteht häufig eine Problematik, dass Lokalmuseen ebenfalls Interesse an den bedeutendsten Museumsgegenständen haben, wenn diese aus dem jeweiligen Einzugsgebiet stammen. Dies betrifft beispielsweise die Mumien von Qilakitsoq oder eines der letzten aktiv genutzten und original erhaltenen Umiaqs. Vor allem aus konservatorischen Gründen hat man sich hierbei üblicherweise für die Aufbewahrung im Nationalmuseum entschieden. Aufgrund der Größe des Landes und den verkehrstechnischen Schwierigkeiten ist der Besuch des Nationalmuseums für viele Grönländer kostspielig bzw. unmöglich, umgekehrt sind die Lokalmuseen für die meisten Touristen nicht erreichbar.

## Gebäude
Das Nationalmuseum und -archiv besteht aus mehreren Gebäuden. Der Hauptteil besteht aus den drei erstgenannten miteinander verbundenen Gebäuden. In der näheren Umgebung befinden sich weitere kleinere Gebäude des NKA.
- B-66: Das Gebäude wurde in den 1930er Jahren errichtet. Später erhielt es einen modernen Anbau. In B-66 befinden sich eine Ausstellung, ein Museumsmagazin und die Museumsbibliothek.
- B-1859: Das Gebäude stammt aus dem Jahr 1928. Es wurde 1991/92 das erste Gebäude für das Landesarchiv, beinhaltet seit 2007 aber wieder eine Museumsausstellung.
- B-1860: Das Gebäude wurde 1924 gebaut. Heute befinden sich darin zwei Museumsausstellungen.
- B-36: Dieses Haus ist die Museumswerkstatt. Es wurde 1851 auf dem Fundament alter Kirchenbauten errichtet.
- B-43: Das Gebäude stammt aus dem Jahr 1841 und dient heute als Gästewohnung des Museums.
- B-70: Das 1846 errichtete Gebäude ist heute das Museumslager.
- B-74: Das Gebäude wurde Ende der 1900er Jahre gebaut. Es diente lange als Böttcherei und beherbergt heute dementsprechend die Böttchereiausstellung des Museums.
- B-81: Dieses Gebäude wurde 1927 errichtet. Es dient heute als Museumsmagazin.

Alle Museumsgebäude sind geschützt. Für detaillierte Beschreibungen zur Geschichte und Architektur der einzelnen Gebäude, siehe die Liste der Baudenkmäler in Nuuk.

## Museumsausstellungen

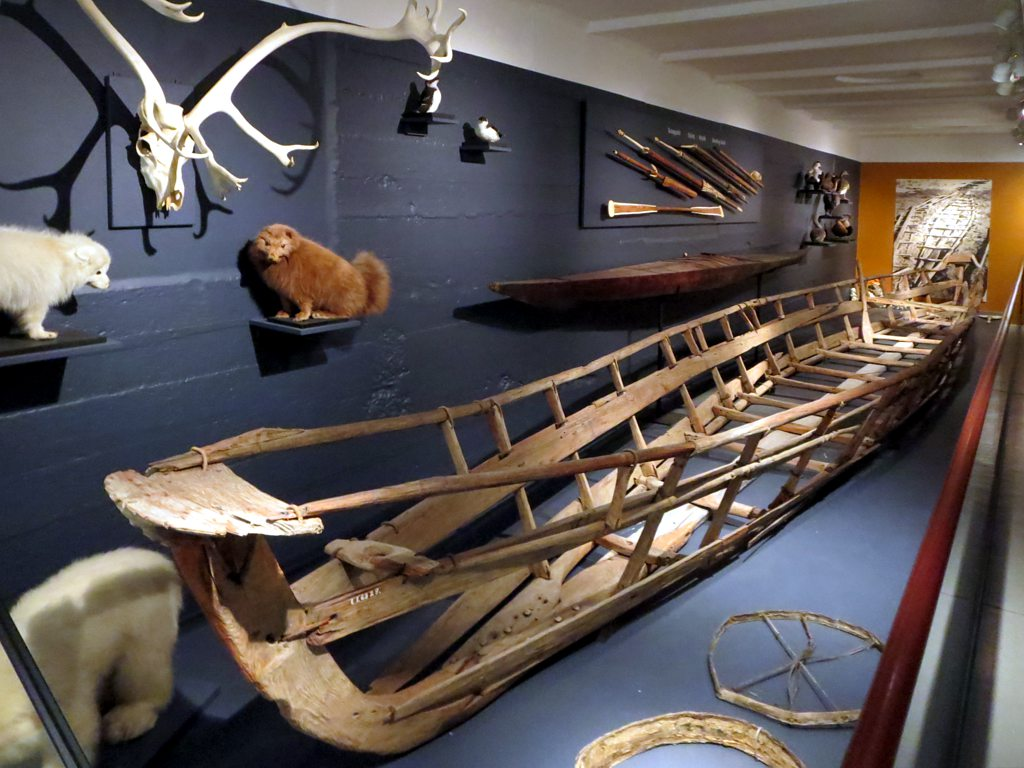
Ein Umiaq im Museum

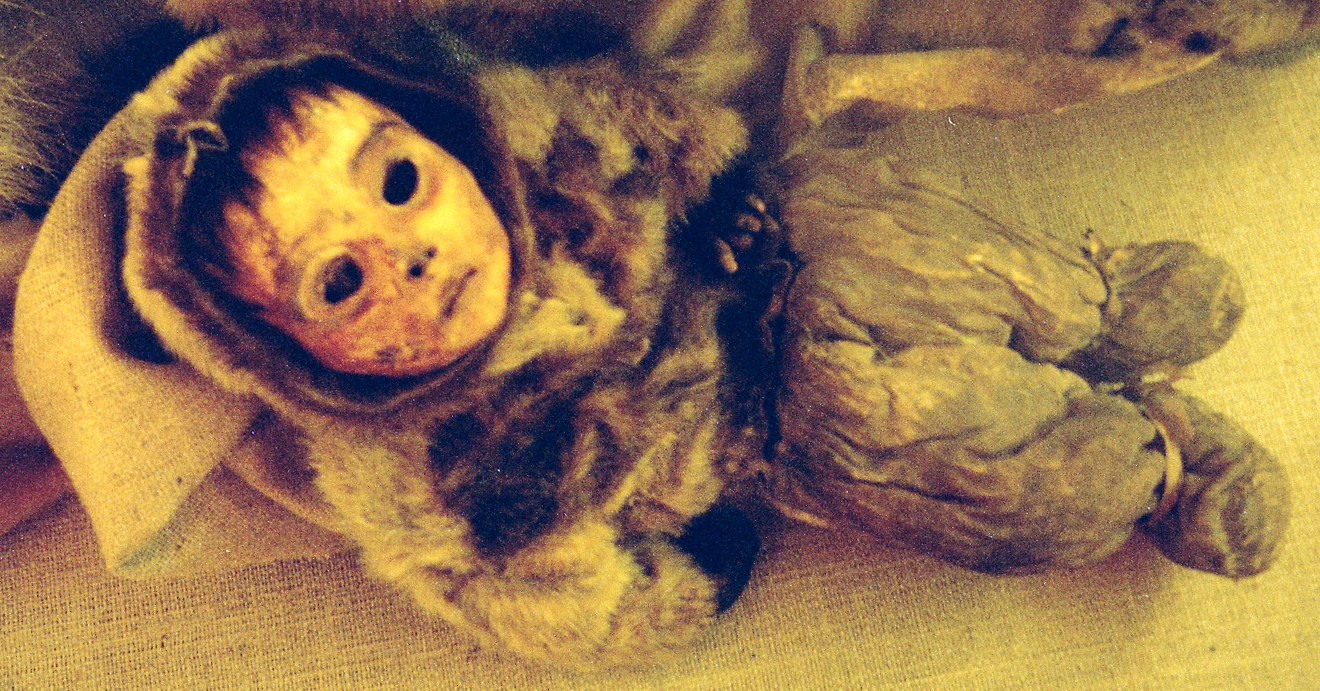
Eine der Qilakitsoq-Mumien

Das provisorische Museum im Ziegenstall hatte noch keine organisierte Ausstellung. Objekte wurden zufällig und ohne wissenschaftliche Grundlage arrangiert, was laut Carl Frederik Bistrup Simony am fehlenden Fachwissen lag. Auch im Missionsgebäude war unter anderem aus Platzgründen noch keine thematische Gliederung möglich. Erst nach dem Umzug 1978 konnte ein ordentliches Ausstellungswesen organisiert werden. Es wurden mehrere permanente Ausstellungen eingerichtet und dazu Wanderausstellungen, Sonderausstellungen, Gastausstellungen und Ausstellungen der repatriierten Sammlungen durchgeführt. In den ersten 50 Jahren des Museums wurden so insgesamt rund 200 Ausstellungen eingerichtet. Nachdem die Rücküberführung 2001 abgeschlossen worden war, wurde das Museumskonzept 2005/06 unter dem neuen Direktor Daniel Thorleifsen überarbeitet. Die 4500-jährige Geschichte Grönlands sollte in mehreren in sich geschlossenen Ausstellungen behandelt werden. Hierfür wurde die Architektin und Künstlerin Naja Rosing-Asvid engagiert. Im Zuge des steigenden Tourismus wurden alle Ausstellungen fortan auf Grönländisch und Englisch beschriftet, nicht jedoch auf Dänisch. Die Ausstellung wurde nach den ausgearbeiteten Plänen von 2008 bis 2013 völlig überarbeitet.
Das Museum beherbergt seither folgende Ausstellungen:
- De første mennesker („Die ersten Menschen“) behandelt die Frühgeschichte Grönlands, die mit der Einwanderung der ersten Inuit-Kulturen vor 4500 Jahren begann. Bis hin zum Jahr 1250 n. Chr. wird über Technologie, Wirtschaft und Sozialstruktur der frühen Grönländer informiert.
- Arktiske bønder – Nordboerne i Grønland („Arktische Bauern – Die Grænlendingar in Grönland“) behandelt die Zeit der von Island gekommenen Nordmänner vom 11. bis zum 15. Jahrhundert. Die Ausstellung behandelt unter anderem das Alltagsleben der Bauerngemeinschaft, ihren Glauben und ihre Entdeckungsreisen.
- Nye mennesker – Thulekulturen („Neue Menschen – die Thulekultur“) behandelt die Frühzeit der heutigen Inuit-Kultur in Grönland, die mit der Einwanderung um 1200 begann. Die ethnografische Sammlung beschreibt hauptsächlich den Alltag der Menschen. In dieser Ausstellung befindet sich der bedeutendste Fund des Museums, die Mumien von Qilakitsoq.
- Inuits transportmidler („Die Transportmittel der Inuit“) ist eine Ausstellung, die sich den traditionellen Fortbewegungsmitteln der Grönländer widmet: Kajaks, Umiaks und Hundeschlitten.
- Livstil og klasseskel („Lebensstil und Klassenunterschiede“) behandelt die grönländische Kolonialzeit ab 1721 und thematisiert dabei die Unterschiede zwischen dem Leben der grönländischen Bevölkerung und der europäischen Kolonialisten. In dieser Ausstellung finden sich auch traditionelle grönländische Kleidungsstücke.
- Kommunikation skaber folk („Kommunikation schafft Volk“) behandelt die Entwicklung der grönländischen Identität vom kolonialisierten Jägervolk hin zum unabhängigkeitsbestrebten Grönland heute. Ein besonderer Fokus liegt dabei auf der Entwicklung des grönländischen Kirchen- und Schulwesens, der Politik, des Transportwesens und der Telekommunikation sowie der wachsenden geopolitischen Bedeutung Grönlands seit dem Zweiten Weltkrieg.
- Bødkerværkstedet („Die Böttcherwerkstatt“) zeigt, wie ein Böttcher früher Fässer herstellte.
- Trankogeriet („Die Trankocherei“) erklärt, wie man früher Tran aus Walspeck herstellte.
- Dazu zeigt das Museum abwechselnde mehrmonatige Sonderausstellungen. Eine Liste von Sonderausstellungen bis 2015 ist in Museer i Grønland i 50 år zu finden.[21]

## Archiv
Das Archiv umfasst eine breite Sammlung von grönländischen Archivalien, z. B.:
- Die Kirchenarchive umfassen u. a. Kirchenbücher, Missionsarchive, Schularchive, Predigten, Briefe, Tagebücher
- Die Inspektoratsarchive umfassen u. a. demografische und wirtschaftliche nationale Statistiken und politische Sitzungsprotokolle
- Die Kolonialverwalterarchive umfassen u. a. ähnliche Statistiken auf Ebene der Kolonialdistrikte und Briefe
- Die Kommunalarchive umfassen u. a. Briefe, Schularchive und Protokolle auf kommunaler Ebene
- Das Seminariumsarchiv umfasst u. a. Briefe, Predigten und Informationen über die Schüler an Grønlands Seminarium.
- Die Direktoratsarchive des Landes ab 1979
- Privatarchive von Einzelpersonen und Organisationen
- Das Zeichnungsarchiv mit Bauplänen der Gebäude aus dem Architekturbüro von Grønlands Tekniske Organisation (GTO)

Die Kirchenbücher, eine große Fotosammlung und das Gästebuch der Umanak sind einige der Archivalien, die online abgerufen werden können.
Ein großer Teil des südgrönländischen Inspektoratsarchivs ging 1959 beim Untergang der Hans Hedtoft verloren. Dabei handelte es sich um insgesamt 3250 kg Dokumente in 13 Kisten, darunter die südgrönländischen Kirchenbüche von vor 1828, welche wegen Pilzbefalls in Dänemark restauriert werden sollten und ursprünglich bereits 1958 versendet werden sollten, dann aber erst auf der Hans Hedtoft Platz fanden. Damit ging ein bedeutender Teil der grönländischen Geschichte verloren.

## Kulturerbe
Das Grönländische Nationalmuseum und -archiv ist für den Schutz des grönländischen Kulturerbes verantwortlich. Dazu gehört das immaterielle Kulturerbe ebenso wie der Bodendenkmalschutz und der Baudenkmalschutz.

### Bau- und Bodendenkmäler

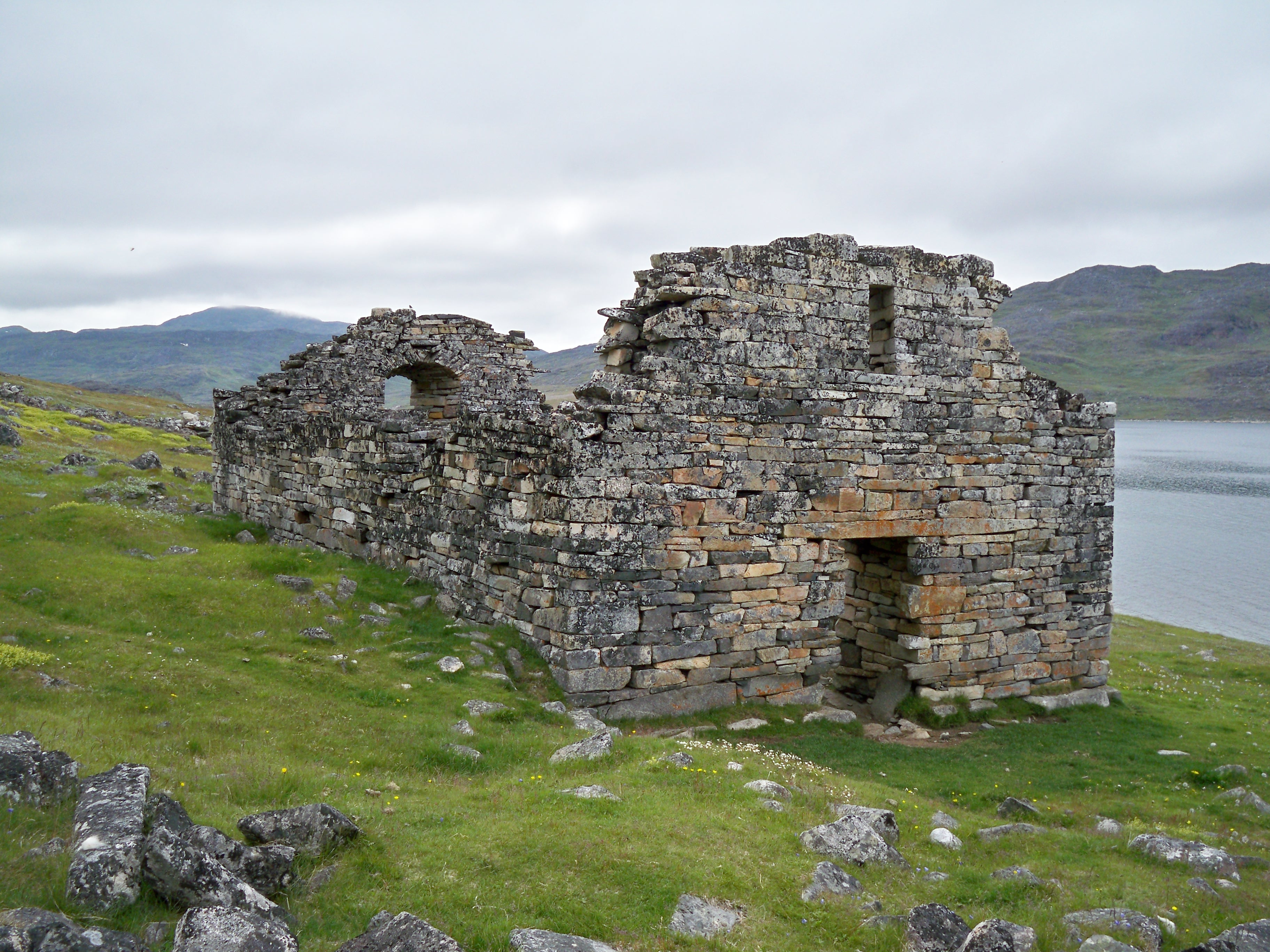
Die Kirche von Hvalsey, das besterhaltene Bauwerk der Grænlendingar

Bereits 1913 war man auf die Bedeutung der archäologischen Spuren in Grönland eingegangen, da man meinte, dass Grönland außer diesen keine historischen Zeugnisse hätte. Dem Schutz dieser wurde von daher große Priorität beigemessen. 1916 wurde deswegen in Dänemark beschlossen, dass die archäologischen Fundstätten nicht gestört werden dürfen und dass Funde nicht außer Landes gebracht werden dürfen, ohne dass das Dänische Nationalmuseum diese begutachten und einkassieren darf. Als die südgrönländische Schafzucht in den 1930er Jahren aufblühte und zahlreiche Schäfersiedlungen in direkter Nachbarschaft zu den Ruinen der Höfe der Grænlendingar errichtet wurden, wuchs der Wunsch nach einem Denkmalschutzgesetz weiter an. Bis dahin waren die Fundstätten erst bruchstückweise vom Hobbyarchäologen Daniel Bruun registriert worden. Der Archäologe Aage Roussell erhielt 1935 bei seinen Ausgrabungen um Qaqortukulooq die Aufgabe, umliegende Fundstätten zu registrieren. 1937 wurde ein Verbot ausgestellt, Steine aus den Ruinen zu entfernen. 1950 wurden Qaqortukulooq und Sissarluttoq als Gebiete unter Schutz gestellt; beide sind heute Teil des UNESCO-Weltkulturerbes Kujataa. Erst in den 1950er Jahren wurde die Registrierung von Bodendenkmälern noch systematischer durchgeführt. Zugleich wuchs im Zuge der Modernisierung im Rahmen der G50-Politik auch das Bewusstsein für Baudenkmäler. Es entstand somit die Regel, dass Gebäude, die vor 1900 errichtet worden waren, nicht ohne Zustimmung des Dänischen Nationalmuseums restauriert, umgebaut oder abgerissen werden dürfen. Erst 1969 wurden die Arbeiten an einem grönländischen Denkmalschutzgesetz begonnen, das schließlich 1973 verabschiedet wurde, am 22. Mai 1974 in Kraft trat und sowohl für Naturschutz, Baudenkmalschutz und Bodendenkmalschutz zuständig war. Im Zuge dessen entstand der Nordost-Grönland-Nationalpark. Das Gesetz besagte unter anderem, dass alle archäologischen Funde dem grönländischen Landesmuseum mitzuteilen waren, Bauvorhaben zu pausieren waren, wenn man dabei auf Funde stieß, und alle grönländischen Gegenstände vor 1940 nicht außer Landes gebracht werden durften. Archäologische Funde sollten dem Landesmuseum oder den Lokalmuseen zufallen, es sei denn, aus konservatorischen Gründen war eine Lagerung nur im Dänischen Nationalmuseum möglich. Anschließend wurde die Registrierung der Bodendenkmäler von grönländischer Seite aus fertiggebracht.
Das NKA ist für die Registrierung der grönländischen Baudenkmäler zuständig. Die Liste der Baudenkmäler in Grönland umfasst alle denkmalgeschützten und erhaltenswerten Gebäude Grönlands.
Die grönländischen Bodendenkmäler werden ebenfalls vom NKA registriert. Eine Übersicht über die grönländischen Bodendenkmäler ist über die Onlinedatenbank Nunniffiit („die Orte, an denen man an Land kommt“) einsehbar.

### Immaterielles Kulturerbe

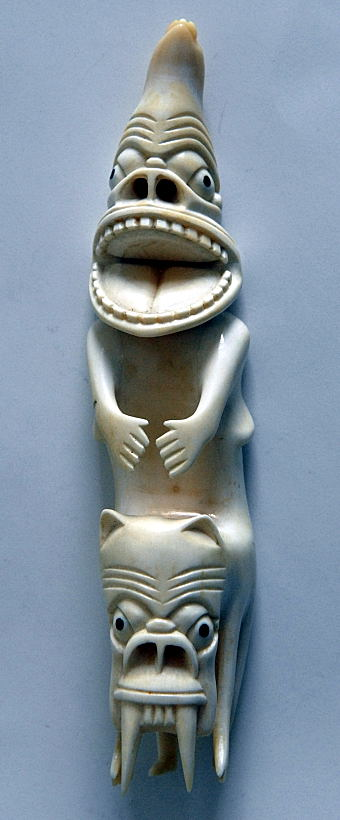
Ein Tupilak

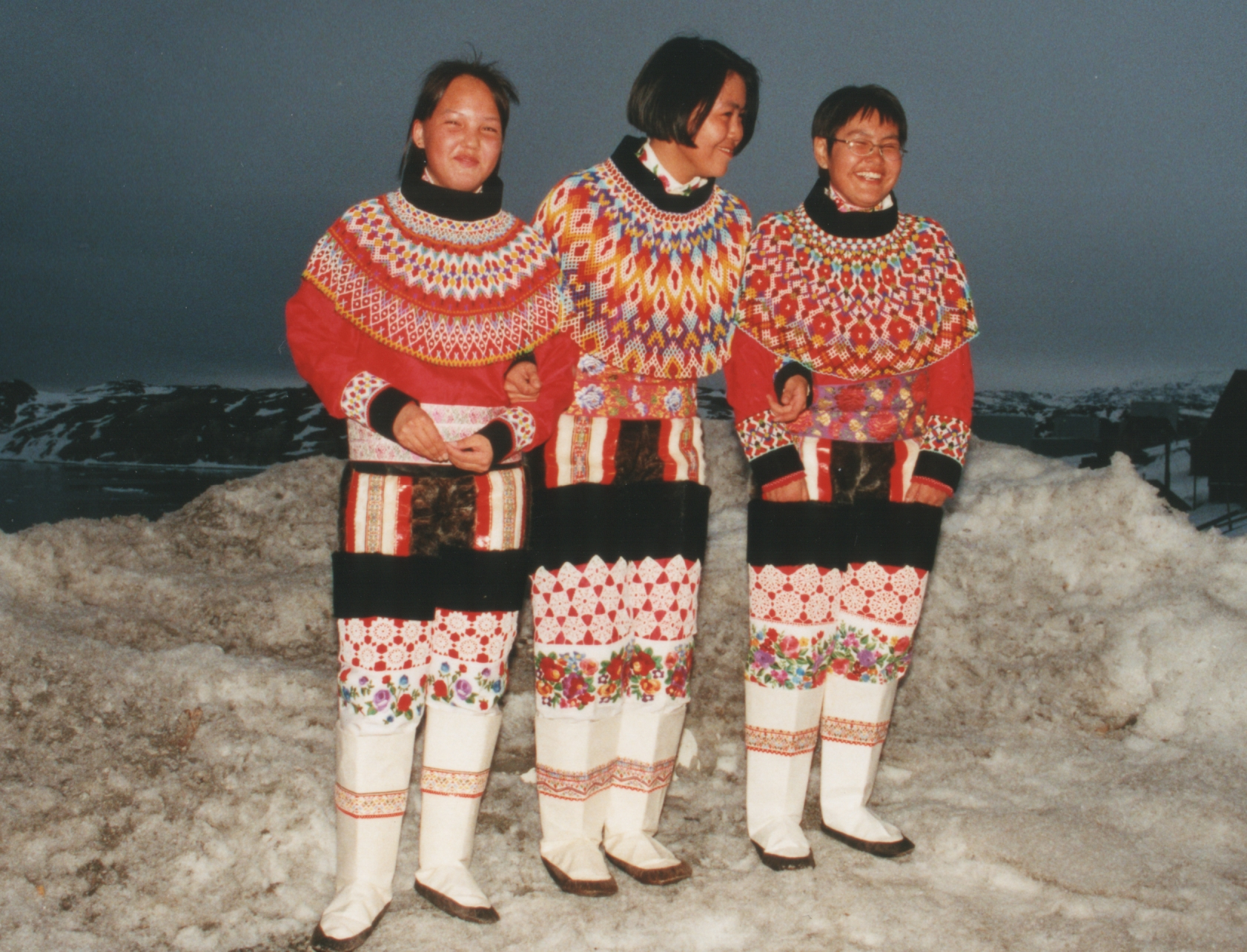
Traditionelle grönländische Frauentrachten

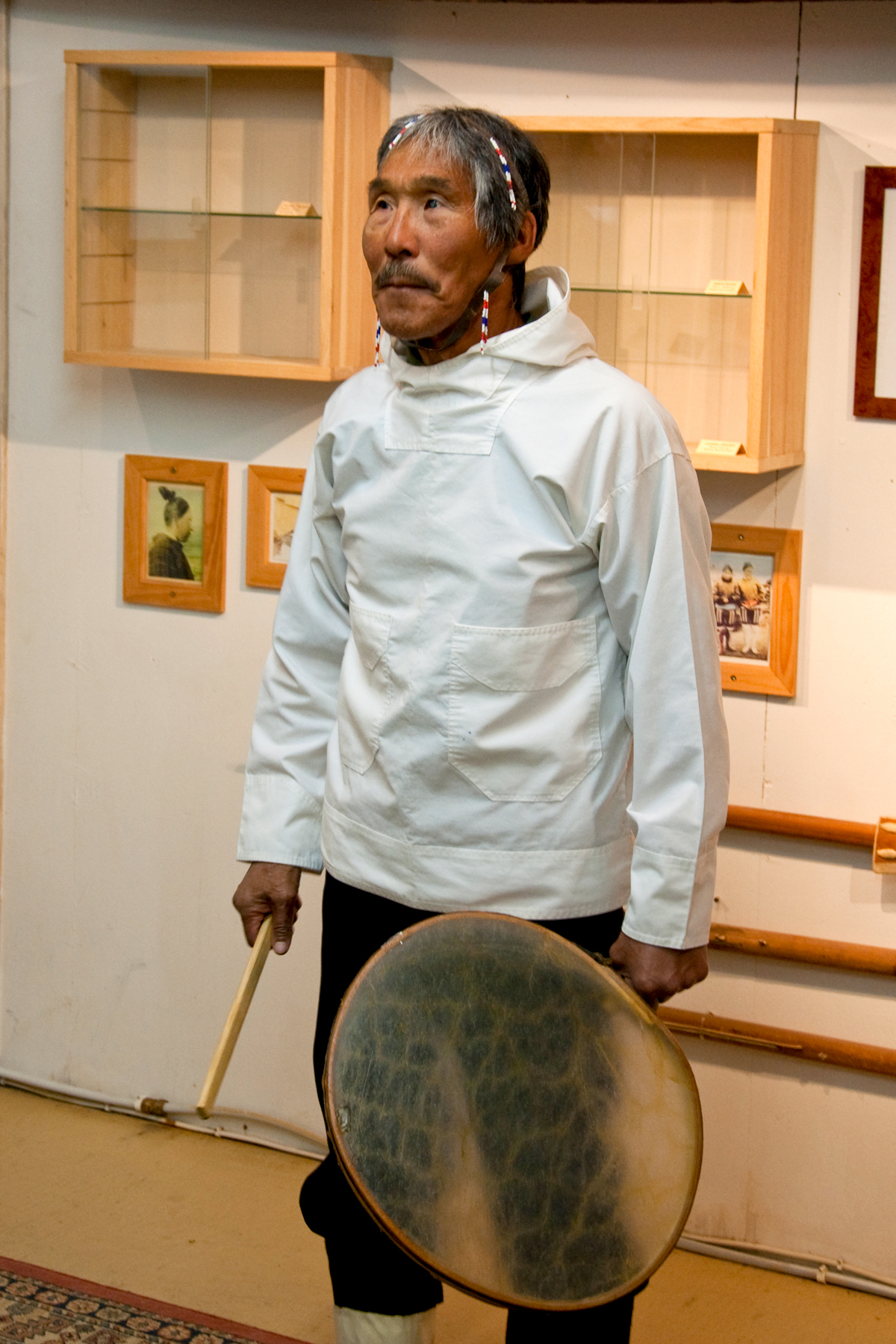
Anda Kûitse, grönländischer Trommeltänzer

Der Fokus des Museums lag lange Zeit auf materiellem Kulturerbe. Erst 2008 wurde beschlossen, sich auch auf das immaterielle Kulturerbe zu konzentrieren, um die historischen und ethnologischen Hintergründe für die Ausstellungsgegenstände darzustellen. Es wurden aktiv Maßnahmen getroffen, um das grönländische immaterielle Kulturerbe zu vermitteln. Unter anderem wurde das internationale Inuit Center for Ethnohistory and Intangible Culture initiiert. 2009 schloss Grönland sich The Convention for the Safeguarding of Intangible Cultural Heritage der UNESCO an. Ziel war es unter anderem, den grönländischen Trommeltanz zum Immateriellen Weltkulturerbe ernennen zu lassen. Im Rahmen diesen Projekts wurde auch größerer Fokus auf digitale Vermittlung gelegt.
Unter das immaterielle Kulturerbe Grönlands fallen folgende Bereiche:
- grönländische Kürschnerei
- grönländische Nationaltrachten der Frauen
- grönländische Festtrachten der Männer
- das körperbasierte Maßsystem der Inuit
- Amulette
- Tupilaat
- Tätowierungen der Inuit
- grönländische Opferrituale
- das grönländische Verständnis des Himmels
- serratit (grönländische Zaubersprüche)
- der grönländische Glauben an zwei Welten, die normale und die übermenschliche, die nur den Schamanen zugänglich ist und in der die Seelen leben
- das inuitische Ordnungsrecht gemäß dem Gebrauch natürlicher Ressourcen
- die grönländische Erzähltradition mit den dazugehörigen Inuit-Mythen
- grönländischer Kehlgesang
- traditionelle grönländische Lieder
- grönländischer Trommelgesang
- qutsaserneq (grönländische Festtänze für besondere Ereignisse, zum Beispiel herausragenden Fang)
- uaajerneq (grönländische Maskentanz)
- aasiviit (Sommerwohnplätze)
- die grönländische Weihnachtstradition
- kalattut arsarneq (das grönländische Ballspiel)
- die grönländische Kajakmeisterschaft
- ningerneq (die Teilung der Jagdbeute in der Wohngemeinschaft)
- pajugutit (die Schenkung der Jagdbeute in der Wohngemeinschaft)
- qaminngarneq (die Tradition des gemeinschaftlichen und detabuisierten Wechsels der Sexualpartner für eine Nacht)
- mitaarneq (eine Tradition sich zu verkleiden und von Haus zu Haus gehend zu tanzen, die auf eine Vermischung inuitischer Tradition und dem Tag der Heiligen Drei Könige)
- pernarneq (das Fest zu Ehren der ersten erfolgreichen Jagd eines jungen Jägers)
- perusineq (die amüsante Imitation einer herausragenden Leistung eines anderen)
- der grönländische Nationalfeiertag am 21. Juni
- ullukinneq (das Fest zur Wintersonnenwende)

## Leiter und Direktoren
- 1966–1976: Jens Kreutzmann
- 1976–1978: Jens Rosing
- 1978–1990: Claus Andreasen
- 1991–2004: Emil Rosing
- seit 2005: Daniel Thorleifsen